# 조리스 자스키
조리스 자스키(Joris Jarsky, 1974년 12월 3일 ~ )는 캐나다의 배우이다.

## 출연 작품

### 영화
- 케이브맨 (2001)
- 노 굿 디드 (2002)
- 풀 프루프 (2003)
- 헤이디스 바이러스 (2006)
- 인크레더블 헐크 (2008)
- 쏘우 V (2008)
- 서바이벌 오브 더 데드 (2009)
- 분닥 세인트 2 (2009)
- 보이드 갱 (2011)
- 더 리틀 띵스 (2021)

### 텔레비전
- 스타게이트 아틀란티스 (2007)
- 머독 미스터리 (2009-19)
- 딜펑 브라더스 (2014-16) - 목소리
- 퍼피 구조대 (2016-현재) - 목소리
- 굿 닥터 (2018)
- 엿보는 자들의 밤 (2023)